# Michael Spöttel
 Michael Spöttel (* 30. Januar 1956 in Bad Nauheim) ist ein deutscher Ethnologe und ehemaliger Langstreckenläufer.

## Leben
1978 siegte Michael Spöttel beim Berlin-Marathon. 1979 wurde er Deutscher Meister im Marathonlauf und in den beiden darauffolgenden Jahren Vizemeister über dieselbe Distanz. 1982 wurde er deutscher Meister im 25-km-Straßenlauf, und im Jahr darauf gewann er über dieselbe Distanz beim Paderborner Osterlauf und holte Bronze beim Marathon der Universiade in Edmonton.
1984 erzielte er als Siebter beim Houston-Marathon seinen persönlichen Rekord von 2:12:51 h und wurde Dritter der deutschen Marathon-Meisterschaft. 1987 siegte er beim Paderborner Osterlauf auf der 10-km-Strecke, wurde Dritter beim Hamburg-Marathon und kam beim Marathon der Leichtathletik-Weltmeisterschaften in Rom auf den 19. Platz. 1988 verteidigte er seinen Titel in Paderborn.
Auch auf der Bahn und im Crosslauf war er erfolgreich. Bei der deutschen Meisterschaft im 10.000-Meter-Lauf wurde er 1982 Dritter und 1983 Zweiter. Von 1975 bis 1986 nahm er insgesamt fünfmal an Crosslauf-Weltmeisterschaften teil, mit einem 47. Rang 1975 als beste Platzierung.
Michael Spöttel startete für die LG Kreis Verden, den VfL Waldkraiburg und den LC Olympiapark München. Er gehörte der Sportfördergruppe der Bundeswehr an und studierte Völkerkunde (Ethnologie), Soziologie und Sozialpsychologie an der Universität zu Köln und der Ludwig-Maximilians-Universität München. 1994 promovierte er an der Universität Hamburg mit einer Arbeit über Zivilisationskritik und Ethnologie in Deutschland im 20. Jahrhundert („Die ungeliebte ‚Zivilisation‘“).
Michael Spöttel lebt mit seiner Lebensgefährtin und seiner Tochter in Achim. Ein Sohn starb 1990 einen Tag nach der Geburt, kurz nach dem Ende von Spöttels sportlicher Karriere; ein weiterer starb 2004 an Krebs.

## Persönliche Bestzeiten
- 3000 m: 7:56,3 min, 9. Juli 1982, Troisdorf
- 5000 m: 13:45,4 min, 13. August 1978, Köln
- 10.000 m: 28:44,3 min, 24. April 1982, Bonn
- Stundenlauf: 19.873 m, 27. August 1981, Verden
- Marathon: 2:12:51 h, 15. Januar 1984, Houston

## Veröffentlichungen
- Die ungeliebte „Zivilisation“. Zivilisationskritik und Ethnologie in Deutschland im 20. Jahrhundert. Lang, Frankfurt [u. a.] 1995, ISBN 3-631-48219-1
- Hamiten. Völkerkunde und Antisemitismus. Lang, Frankfurt [u. a.] 1996, ISBN 3-631-49947-7
- Max Weber und die jüdische Ethik. Die Beziehung zwischen politischer Philosophie und Interpretation der jüdischen Kultur. Lang, Frankfurt [u. a.] 1997, ISBN 3-631-32310-7
- Vergebliche Hoffnung. Der Mythos von sanften und natürlichen Krebstherapien. Alibri-Verlag, Aschaffenburg 2006, ISBN 3-86569-009-2
  - Frisch, fromm, fröhlich, krebsfrei, Auszug in der Jungle World, 22. März 2006
  - Interview von Horst Gross, Via medici online, Mai 2007 (MP3; 3,4 MB)